# あみめし
あみめしは、アミを使った大分の郷土料理である。

## 概要
あみめしは、大分県北部沿岸地域、特に中津市、宇佐市、豊後高田市周辺で古くから食されている郷土料理である。
あみめしは、甘辛く煮付けたアミを炊きたてのご飯に混ぜ込んで作る素朴な料理で、家庭料理としてだけでなく、地域の学校給食でも提供されるなど、地元住民に親しまれている。現在では、アミだけでなく、しいたけ、人参、油揚げなどの具材を加えて栄養価を高めるアレンジも一般的である。
保存のきく干しアミを使えば季節を問わず作ることができ、簡便さと素朴な旨味から、近年では県北地域の食文化の象徴の一つとなっている。また、干しアミを乾煎りしてふりかけにする食べ方も広まり、家庭の食卓に欠かせない存在となっている。
主な材料であるアミ（オキアミ）は、豊前海の干潟地帯で秋季（9月〜10月）に豊富に漁獲される。豊前海の波打ち際がピンク色に染まるほどの漁獲量がある年もあり、秋を象徴する風物詩となっている。新鮮なアミは、塩漬け（「漬けアミ」）にして調味料や漬物の風味付けに用いられるほか、乾燥させて「干しアミ」として保存される。干しアミは桜エビの代用品としても広く使われ、特に秋から冬にかけて炊き込みご飯やかき揚げの材料として利用される。